# André Furtado de Mendonça (capitão)
André Furtado de Mendonça (Lisboa, c. 1558 — 1 de Abril de 1611) foi governador da Índia (1609) e um dos mais destacados capitães do Estado da Índia onde viveu cerca de 30 anos.

## Primeiros anos
André Furtado de Mendonça terá nascido em Lisboa por volta do ano de 1558. Filho de Afonso Furtado, comendador de Borba e Rio Maior, da Ordem de Avis e de sua mulher D. Joana de Sousa. Aos 16 anos acompanhou D. Sebastião na sua primeira jornada a África e em 1576, apenas com 18 anos, embarca pela primeira vez para a Índia, a cargo do vice-rei Rui Lourenço de Távora, e acompanhado de dois irmãos. Bem cedo se dedicou ao estudo das rotas, da meteorologia e oceanografia e da cartografia do Índico, assim como do armamento, conhecimentos que lhe permitiriam obter vantagem em combate, quer no mar quer em terra.
Naquela época era difícil ser-se soldado e em particular, sê-lo na Índia. Somente alguns capitães conseguem afastar do espírito a tentação de seguir o caminho fácil do enriquecimento e sucesso individual, sublimando, em si, os ideais de fidelidade à Pátria, ao Rei, a Deus e à Moral.
Curiosamente, é uma visão semelhante, com base na busca de glória através do serviço ao seu Rei e à Pátria, que vai orientar a vida do almirante Horácio Nelson, vitorioso de Trafalgar a 21 de Outubro de 1805.  
Na sequência de vários sucessos em acções de guerra no mar, André Furtado de Mendonça evolui, em sete anos de simples soldado a capitão famoso, que comandava já outros capitães, apenas com a idade de 25 anos. Em 1581 entra em combate contra corsários malabares no rio Carapatão. Nos 2 anos seguintes distingue-se na luta contra o corsário Cunhale Marcar, vassalo do samorim de Calecute e grande inimigo dos portugueses. Em 1583 socorre a fortaleza de Barcelor. Tendo vindo a Lisboa requerer o despacho dos seus serviços regressa à Índia em 1588. 
Em Outubro de 1591, o Vice-Rei da Índia, Matias de Albuquerque, eleva André Furtado de Mendonça a capitão-mor de uma armada e encarrega-o de fazer guerra ao Rajá de Jafanapatam em Ceilão, devido à ameaça que este constituía para as forças portuguesas na fortaleza de Manar. No caminho para Jafanapatam André Furtado derrotou a frota do pirata Cote Muça. Em Jafanapatam as forças navais e terrestres do Rajá foram destroçadas nos combates de 20 e 21 de Outubro, tendo o Rajá sido morto bem como algumas centenas dos seus fiéis, "por não deixar gente estranha e inimigos declarados do reino". Como consequência foi estabelecida a paz passando a ilha de Manar para o domínio português. Apesar disso o vice-rei viria a retirar-lhe o comando da armada, o que levou André Furtado de Mendonça a recolher-se em Goa onde se manteve vários anos sem cargos atribuídos.  
Em 1599, feito capitão-mor do Malabar, é designado para o comando de uma armada de 37 navios e 2000 homens, com a missão de erradicar a pirataria que comprometia os interesses portugueses no Índico, a qual era liderada pelo corsário muçulmano Mohamed Marcar Cunhale. Este Cunhale, sobrinho do anterior, tornara-se independente do samorim e atacava com grande prejuízo os navios portugueses. A missão contra o corsário vai desenrolar-se desde Dezembro de 1599 até ao ataque final em princípio de Março de 1600 à fortaleza que servia de base às operações de pirataria na foz do rio Pudepatão. 
No dia 2 de Março de 1600, o contingente português, com André Furtado Mendonça à frente das tropas, numa demonstração de coragem e de capacidade de liderança ao mais alto nível, assaltou a fortaleza esmagando completamente as suas defesas. A fortaleza foi arrasada e a povoação e mesquitas incendiadas. Ao entrar na fortaleza ofereceu ao samorim, em nome do vice-rei tudo o que nela havia, excepto a artilharia, que foi dividida em partes iguais. Desta vitória dos portugueses resultou, não apenas a eliminação do mais poderoso corsário do Índico, como também a submissão do Samorim de Calecute ao Vice-Rei, o que reforçou a autoridade portuguesa na Índia.
Entre 1601 e 1603 comandou a Armada do Sul que afastou os holandeses de Amboíno e Sunda.

## Capitão de Malaca
Em Abril de 1606, encontrando-se André Furtado Mendonça à frente da capitania de Malaca, desde 1603, foi aquela praça sitiada por uma armada holandesa com 11 naus sob o comando do Almirante holandês Matelieff, juntamente com navios dos reinos locais, totalizando 14000 homens embarcados. A desproporção dos meios era total, tendo em conta que o efectivo português seria da ordem de pouco mais de uma centena e meia de homens em armas. A resistência ao cerco imposto, em condições muitíssimo difíceis, durou até ao dia 13 de Agosto de 1606, altura em que os sitiantes receberam a notícia da aproximação da armada do Vice-Rei da Índia D. Martim Afonso de Castro e demandaram outras paragens, com perdas superiores a 250 homens.

## Governador da Índia
O novo vice-rei D. João Pereira Forjaz, 5° conde da feira, nomeado pelo rei de Portugal, que vinha na Armada de 29 de Março de 1608, falecendo na viagem, foi André Furtado Mendonça que assumiu a partir de Maio de 1609, as funções de governador da Índia, antes que chegasse o novo vice-rei Rui Lourenço de Távora que partiu de Lisboa na armada de 25 de Outubro de 1608. Quando este chegou e antes de o substituir, depois de André Furtado ter apenas governado 3 meses, teve estas palavras : « Muito me pesa de ter vindo neste tempo à Índia com este cargo : pois com isso se atalha o muito que um tal capitão e Governador havia de obrar neste império com seu valor pelas armas, com sua prudencia para o governo, com sua fortuna para os acasos». Disse também de Furtado Mendonça um seu sucessor, D. Miguel de Noronha: “Foi o mais temido pelos inimigos e aceite pelo povo Vice-Rei que houve na Índia”. A sua governação da Índia portuguesa, apenas por alguns meses, conseguiu inverter a tendência de desgoverno que se vinha acentuando anteriormente. 
Em 1610, entregou o governo da Índia ao Vice-Rei Rui Lourenço de Távora e embarcou para Portugal para se avistar com o Rei Filipe II, à época Rei de Portugal, que o mandara chamar. O Capitão-mor da Armada era D. Manuel de Meneses, e Furtado de Mendonça que se encontrava já doente quando embarcou, ia na nau Penha de França de Ambrósio de Pina. Veio a falecer a 1 de Abril de 1611, quando a nau que o transportava se encontrava a cerca de 270 léguas da ilha de Ascensão naufragou.
A 5 de Julho decorreu o cortejo fúnebre que levou o corpo para a igreja da Graça onde ficou sepultado ao lado de outro dos heróis da Índia, Afonso de Albuquerque.
Sem mulher e sem filhos, viveu para o serviço da Pátria. Com total dedicação, não obtendo quaisquer vantagens materiais da sua missão de 33 anos de serviço na Índia, dizia ele que foi servir para a Índia e não comerciar. Entre outros feitos, eliminou a pirataria que aniquilava o comércio português, apaziguou ou submeteu os reinos indígenas que se rebelavam contra os portugueses, liderou a resistência ao cerco de Malaca imposto pelos holandeses com uma guarnição muito reduzida, culminando a sua estadia na Índia portuguesa com o exercício da governação daquelas possessões, constituindo um exemplo da liderança lusa sob a qual foi edificado o império português no Mundo.